# به‌قدر کافی بزرگ
در نظریه اعداد و آنالیز ریاضی، گفته می‌شود یک دنباله نسبت به یک ویژگی به‌قدر کافی بزرگ است اگر همهٔ عبارات بعد از یک مقدار (محدود) آن ویژگی را داشته باشند. استفاده از این عبارت در مواردی مانند
«برای مقادیر به‌قدر کافی بزرگ {\displaystyle x}، {\displaystyle P} صحیح است» استفاده می‌شود؛ یا به‌طور خلاصه:
{\displaystyle \exists ~a\in \mathbb {R} } که {\displaystyle P} برای {\displaystyle \forall ~x\geq a} درست است.
یا: